# Rivieren cyclus "Los Rios"
Rivieren cyclus is een compositie van de Nederlandse componist Arie Maasland en bewerkt voor harmonieorkest of fanfareorkest door Kees Vlak.

## Achtergrond
Arie Maasland werkte als componist onder zijn pseudoniem Malando. In 1935 schreef hij zijn eerste werk, een tango die met de voornaam van zijn vrouw Annie getiteld werd. In 1936 kwam hij in contact met de Argentijnse tango-orkestleider E. Bianco, en was onmiddellijk getroffen door de mooie tangomuziek. Malando is vooral bekend als tangocomponist, maar hij schreef echter ook paso-dobles, mambo's, bolero's, guaracha's, Spaanse walsen, chachacha's en andere Latijns-Amerikaanse dansmuziek. Hij schreef ook drie suites; één ervan draagt de titel Los Rios.

## Inhoud
Deze rivierencyclus of suite bevat vier delen: 
1. Rio Negro
2. Yapura
3. Orinoco
4. Chubut

Het eerste, derde en vierde deel van de suite zijn door Kees Vlak voor harmonie- en fanfareorkest bewerkt. Het is een ritmische impressie en het slagwerk heeft een belangrijke rol.